# 預地
預地（あずかりち / あずけち）とは、他者から預かって管理を委託された土地のこと。

## 概要
地割や惣作の際に生じた余剰地や地主が小作人に恩恵として無償もしくは軽負担で預けた土地、村が所有した林野（村持林野）などを預地と呼んだが、もっとも知られているものは江戸幕府の直轄地（天領）を大名・旗本・幕府の遠国奉行らに預けて統治を代行させた土地を指す（「預所」とも）。
元は戦国大名や豊臣政権が採用した蔵入地の制度を江戸幕府が継承し、関ヶ原の戦い以後に獲得した幕府領を預地として大名らに預けて代わりに統治を行わせ、幕府はその年貢収入を獲得していた。預地は3 - 5年位の期間であるが、期限を定めない場合もある。統治自体は委託された藩の仕置に任されており、徴税した年貢の一部を口米・口永などの名目で手数料として藩に与えられた他は主要地にある幕府の米蔵に納められた。ただし、幕府領の多くを占めた関東地方などでは大名による預地は設定されず、幕府代官による支配が行われ、預地は江戸などの主要都市から離れた地方に集中していた。また、預けられた藩も親藩・譜代大名や加賀藩・津藩などの幕府の信頼が厚い外様大名の大藩に限られていた。さらに幕府は一貫して預所の増加を避け、できる限り幕府代官を通じた支配への切り替えを目指しており、1713年（正徳3年）には一旦全ての預所を廃止して代官支配地に切り替えている。だが、遠隔地の統治にまで代官の手が回らなかったために7年後に預地を復活させた。それでも幕府領に占める預地の割合は全体の10 - 20%程度に抑制されていた。例えば、1757年（宝暦7年）には、幕府領は全体で442万石あったのに対し、預地は58万石であった。

## 幕末の預地

### 藩
- 米沢藩預地 - 越後国岩船郡91村
- 会津藩預地 - 陸奥国（岩代国）河沼郡67村、大沼郡104村、耶麻郡68村、越後国魚沼郡81村
- 宇都宮藩預地 - 河内国志紀郡1村、丹北郡3村
- 三日市藩預地 - 越後国蒲原郡1村
- 新発田藩預地 - 越後国蒲原郡65村
- 高田藩預地 - 越後国頸城郡234村
- 松代藩預地 - 信濃国水内郡46村、高井郡12村
- 岩村田藩預地 - 信濃国佐久郡1村
- 松本藩預地[1] - 信濃国筑摩郡104村、伊那郡46村
- 勝山藩預地 - 越前国大野郡4村
- 福井藩預地 - 越前国南条郡13村、今立郡40村、丹生郡14村、大野郡13村、坂井郡84村
- 鯖江藩預地 - 越前国今立郡1村
- 大垣藩預地 - 美濃国厚見郡12村、石津郡5村、多芸郡11村、不破郡20村、安八郡16村、池田郡1村、大野郡6村、本巣郡23村、席田郡1村、方県郡6村
- 桑名藩預地 - 越後国古志郡17村、魚沼郡20村、刈羽郡31村、蒲原郡144村
- 彦根藩預地 - 近江国蒲生郡7村、神崎郡1村、愛知郡21村、坂田郡5村、浅井郡24村、伊香郡13村
- 高槻藩預地 - 摂津国島下郡14村、島上郡17村、能勢郡18村、河内国茨田郡6村
- 岸和田藩預地 - 和泉国大鳥郡1村、南郡4村、日根郡5村
- 龍野藩預地 - 播磨国揖東郡9村、赤穂郡24村、佐用郡17村、美作国勝北郡3村、勝南郡31村、久米北条郡22村、久米南条郡29村
- 松江藩預地 - 隠岐国海士郡8村、知夫郡5村、穏地郡16村、周吉郡32村
- 津山藩預地 - 美作国東北条郡7村、大庭郡27村、西西条郡32村
- 高知藩預地 - 伊予国宇摩郡23村、新居郡6村、桑村郡4村、越智郡8村、風早郡3村
- 熊本藩預地 - 豊後国国東郡14村、速見郡36村、大分郡9村、直入郡12村
- 佐伯藩預地 - 豊後国海部郡10村
- 柳河藩預地 - 筑後国三池郡12村
- 飫肥藩預地 - 日向国宮崎郡2村、北那珂郡7村、南那珂郡5村

### 旗本
- 千村平右衛門[2]預地 - 信濃国伊那郡11村

### 遠国奉行
- 神奈川奉行預地 - 武蔵国久良岐郡11村、橘樹郡13村
- 浦賀奉行預地 - 相模国三浦郡10村、鎌倉郡1村

### その他
- 尾張藩給人毛利源内預地 - 美濃国中島郡2村